# Umut Camkiran
Umut Camkiran (türkisch: Umut Çamkıran; * 21. Februar 1989 in Saulgau) ist ein in Deutschland lebender, türkischer Profiboxer kurdischer Abstammung.

## Amateurkarriere
Camkiran bestritt lediglich einen Amateurkampf beim Boxclub Bad Saulgau.

## Profikarriere
Camkiran kämpfte bei seinem Profidebüt 2013 gegen Edgar Kalnars unter Ahmet Öner Promotion und gewann in der ersten Runde durch technischen Knockout. Sein Trainer ist der ehemalige Boxer Mahir Oral.
Nach drei Kämpfen, die Camkiran vorzeitig durch K. o. gewann, kämpfte er bei seinem vierten Kampf gegen Alexander Kahl um den UBF-Europa-Schwergewichtsgürtel; er gewann hier ebenfalls in der ersten Runde mit einem Knockout. Er wechselte später von Ahmet Öner zu einem anderen Promoter.
Bei seinem neunten Kampf kämpfte er um den WBC-Mittelmeer-Schwergewichtsgürtel in Istanbul; sein Gegner war der Bosnier Goran Delić (Kampfbilanz: 31-2). Camkiran gewann mit einem technischen Knockout in der ersten Runde, da Delic nicht zur zweiten Runde antrat.
Am 19. April 2019 gewann er den „Externen“ Europameistertitel der EBU; er siegte dabei einstimmig gegen den Schweizer kosovarischer Herkunft, Arnold Gjergjaj (32-2). Den Titel verteidigte er im November 2019 durch TKO gegen den Bosnier Mirko Tintor.